# Ethiolimnia capensis
Ethiolimnia capensis är en tvåvingeart som först beskrevs av Ignaz Rudolph Schiner 1868.  Ethiolimnia capensis ingår i släktet Ethiolimnia och familjen kärrflugor. Inga underarter finns listade i Catalogue of Life.